# Gretna (Luisiana)
Gretna es una ciudad ubicada en la parroquia de Jefferson en el estado estadounidense de Luisiana. En el Censo de 2010 tenía una población de 17.736 habitantes y una densidad poblacional de 1.521,08 personas por km².

## Geografía
Gretna se encuentra ubicada en las coordenadas 29°54′39″N 90°3′6″O / 29.91083, -90.05167. Según la Oficina del Censo de los Estados Unidos, Gretna tiene una superficie total de 11.66 km², de la cual 10.45 km² corresponden a tierra firme y (10.37%) 1.21 km² es agua.

## Demografía
Según el censo de 2010, había 17736 personas residiendo en Gretna. La densidad de población era de 1.521,08 hab./km². De los 17736 habitantes, Gretna estaba compuesto por el 55.37% blancos, el 34.29% eran afroamericanos, el 0.5% eran amerindios, el 2.67% eran asiáticos, el 0.04% eran isleños del Pacífico, el 5% eran de otras razas y el 2.13% pertenecían a dos o más razas. Del total de la población el 13.84% eran hispanos o latinos de cualquier raza.

## Educación
Las Escuelas Públicas de la Parroquia de Jefferson gestiona escuelas públicas.